# Jeff Panacloc perd le contrôle !
Jeff Panacloc perd le contrôle est le nom du premier spectacle du ventriloque Jeff Panacloc. Joué pendant un an à la comédie des boulevards, un petit théâtre parisien, il passe par le  théâtre des Mathurins, La Cigale, le Casino de Paris, L'Olympia, et les Folies Bergère. Il est suivi d'une grande tournée des théâtres, puis des Zénith en France, Belgique et Suisse et de quelques dates aux Etats-Unis en février 2016. La Tournée s'achève au Dôme de Paris - Palais des Sports le 10 avril 2016.

## Historique
Fort de ses passages hebdomadaires dans Le plus grand cabaret du monde de Patrick Sébastien sur France 2, en Avril 2012 Jeff Panacloc se lance dans une série de spectacle au théâtre de la Comédie des boulevards. Face à la demande, le spectacle est prolongé jusqu'au 31 mars 2013, date de la dernière représentation dans cette salle parisienne.
À partir du 22 septembre 2013, il part sur les routes de France, de Belgique et de Suisse en tournée et continue de se produire 2 soirs par semaine (Dimanche et Lundi) au Théâtre des Mathurins jusqu'au 31 mars 2014; avec trois dates supplémentaires à La Cigale les 11, 12 et 13 avril 2014.
Le 24 septembre 2014, il repart sur les routes pour une troisième tournée avec ce même spectacle qui passe par le Casino de Paris et lui permet de réaliser son rêve en se produisant pour la première fois à l'Olympia,.
À partir du 5 mars 2015 il entame à Saint-Étienne une tournée dans tous les Zénith de France à guichet fermé, enchaîné d'une mini-tournée d'été.
Dès le mois de septembre 2015, il continue de sillonner les routes avec son spectacle et fait un grand arrêt aux Folies Bergère à partir du 15 décembre jusqu'au 2 janvier 2016,.
En février 2016, Jeff Panacloc exporte son spectacle aux États-Unis pour une mini-tournée qui passe par San-Francisco, Los Angeles, New York et Miami,.
Dès le 26 mars 2016, il attaque la cinquième et dernière partie de sa tournée et repart pour la seconde fois jouer dans les Zénith de France,, avec son premier passage dans la mythique salle de Forest National à Bruxelles le 1er mars 2016.
Les cinq dernières représentations du spectacle sont données au Dôme de Paris - Palais des Sports du 6 au 10 avril 2016. Au total, le spectacle Jeff Panacloc perd le contrôle ! a rassemblé plus de 400.000 spectateurs.
Le synopsis du spectacle est diffusé par les médias français.

## Synopsis
Jeff Panacloc, jeune ventriloque de 29 ans, timide et naïf, est sous l'emprise de Jean-Marc, un singe en peluche tyrannique, à l'humour acide et aux répliques cassantes.
Le spectacle est un enchaînement de péripéties liées à Jean-Marc, mais malgré les orages, l'amitié qui unit Jeff et Jean-Marc est plus forte que tout.

## Dates de la tournée
| Date                                               | Ville                     | Pays        | Lieu                                                                                             |
| -------------------------------------------------- | ------------------------- | ----------- | ------------------------------------------------------------------------------------------------ |
| Premmière partie de la tournée : Résidence à Paris |                           |             |                                                                                                  |
| 6 avril 2012 au 31 mars 2013                       | Paris                     | France      | La Comédie des Boulevards (Le Vendredi, Samedi puis le Dimanche à partir du mois d'octobre 2012) |
| Deuxième partie de la tournée                      |                           |             |                                                                                                  |
| 22 septembre 2013                                  | Paris                     | France      | Théâtre des Mathurins                                                                            |
| 23 septembre 2013                                  | Paris                     | France      | Théâtre des Mathurins                                                                            |
| 29 septembre 2013                                  | Paris                     | France      | Théâtre des Mathurins                                                                            |
| 30 septembre 2013                                  | Paris                     | France      | Théâtre des Mathurins                                                                            |
| 6 octobre 2013                                     | Paris                     | France      | Théâtre des Mathurins                                                                            |
| 7 octobre 2013                                     | Paris                     | France      | Théâtre des Mathurins                                                                            |
| 12 octobre 2013                                    | Avignon                   | France      | Théâtre                                                                                          |
| 13 octobre 2013                                    | Paris                     | France      | Théâtre des Mathurins                                                                            |
| 14 octobre 2013                                    | Paris                     | France      | Théâtre des Mathurins                                                                            |
| 20 octobre 2013                                    | Paris                     | France      | Théâtre des Mathurins                                                                            |
| 21 octobre 2013                                    | Paris                     | France      | Théâtre des Mathurins                                                                            |
| 27 octobre 2013                                    | Paris                     | France      | Théâtre des Mathurins                                                                            |
| 28 octobre 2013                                    | Paris                     | France      | Théâtre des Mathurins                                                                            |
| 3 novembre 2013                                    | Paris                     | France      | Théâtre des Mathurins                                                                            |
| 4 novembre 2013                                    | Paris                     | France      | Théâtre des Mathurins                                                                            |
| 5 novembre 2013                                    | Lyon                      | France      | Bourse du travail                                                                                |
| 7 novembre 2013                                    | Clermont Ferrand          | France      | Maison de la culture                                                                             |
| 8 novembre 2013                                    | Bordeaux                  | France      | Théâtre                                                                                          |
| 9 novembre 2013                                    | Toulouse                  | France      | Théâtre                                                                                          |
| 11 novembre 2013                                   | Paris                     | France      | Théâtre des Mathurins                                                                            |
| 12 novembre 2013                                   | Paris                     | France      | Théâtre des Mathurins                                                                            |
| 13 novembre 2013                                   | Bruxelles                 | Belgique    | Cirque Royal                                                                                     |
| 16 novembre 2013                                   | Lille                     | France      | Théâtre Sébastopol                                                                               |
| 17 novembre 2013                                   | Paris                     | France      | Théâtre des Mathurins                                                                            |
| 18 novembre 2013                                   | Paris                     | France      | Théâtre des Mathurins                                                                            |
| 22 novembre 2013                                   | Avignon                   | France      | Théâtre                                                                                          |
| 23 novembre 2013                                   | Nimes                     | France      | Salle Agora                                                                                      |
| 24 novembre 2013                                   | Paris                     | France      | Théâtre des Mathurins                                                                            |
| 25 novembre 2013                                   | Paris                     | France      | Théâtre des Mathurins                                                                            |
| 30 novembre 2013                                   | Nancy                     | France      | Salle Poirel                                                                                     |
| 1er décembre 2013                                  | Paris                     | France      | Théâtre des Mathurins                                                                            |
| 2 décembre 2013                                    | Paris                     | France      | Théâtre des Mathurins                                                                            |
| 8 décembre 2013                                    | Paris                     | France      | Théâtre des Mathurins                                                                            |
| 9 décembre 2013                                    | Paris                     | France      | Théâtre des Mathurins                                                                            |
| 10 décembre 2013                                   | Marseille                 | France      | Le Silo                                                                                          |
| 11 décembre 2013                                   | Nice                      | France      | Théâtre                                                                                          |
| 12 décembre 2013                                   | Avignon                   | France      | Théâtre                                                                                          |
| 14 décembre 2013                                   | Paris                     | France      | Théâtre des Mathurins                                                                            |
| 15 décembre 2013                                   | Paris                     | France      | Théâtre des Mathurins                                                                            |
| 17 décembre 2013                                   | Strasbourg                | France      | Salle Erasme                                                                                     |
| 19 décembre 2013                                   | Nantes                    | France      | Cité des Congrès                                                                                 |
| 20 décembre 2013                                   | Tours                     | France      | Palais des Congrès                                                                               |
| 21 décembre 2013                                   | Paris                     | France      | Théâtre des Mathurins                                                                            |
| 22 décembre 2013                                   | Paris                     | France      | Théâtre des Mathurins                                                                            |
| 27 décembre 2013                                   | Genève                    | Suisse      | Théâtre du Léman                                                                                 |
| 29 décembre 2013                                   | Paris                     | France      | Théâtre des Mathurins                                                                            |
| 30 décembre 2013                                   | Paris                     | France      | Théâtre des Mathurins                                                                            |
| 5 janvier 2014                                     | Paris                     | France      | Théâtre des Mathurins                                                                            |
| 6 janvier 2014                                     | Paris                     | France      | Théâtre des Mathurins                                                                            |
| 12 janvier 2014                                    | Paris                     | France      | Théâtre des Mathurins                                                                            |
| 13 janvier 2014                                    | Paris                     | France      | Théâtre des Mathurins                                                                            |
| 19 janvier 2014                                    | Paris                     | France      | Théâtre des Mathurins                                                                            |
| 20 janvier 2014                                    | Paris                     | France      | Théâtre des Mathurins                                                                            |
| 26 janvier 2014                                    | Paris                     | France      | Théâtre des Mathurins                                                                            |
| 27 janvier 2014                                    | Paris                     | France      | Théâtre des Mathurins                                                                            |
| 2 février 2014                                     | Paris                     | France      | Théâtre des Mathurins                                                                            |
| 3 février 2014                                     | Paris                     | France      | Théâtre des Mathurins                                                                            |
| 9 février 2014                                     | Paris                     | France      | Théâtre des Mathurins                                                                            |
| 10 février 2014                                    | Paris                     | France      | Théâtre des Mathurins                                                                            |
| 16 février 2014                                    | Paris                     | France      | Théâtre des Mathurins                                                                            |
| 17 février 2014                                    | Paris                     | France      | Théâtre des Mathurins                                                                            |
| 23 février 2014                                    | Paris                     | France      | Théâtre des Mathurins                                                                            |
| 24 février 2014                                    | Paris                     | France      | Théâtre des Mathurins                                                                            |
| 2 mars 2014                                        | Paris                     | France      | Théâtre des Mathurins                                                                            |
| 3 mars 2014                                        | Paris                     | France      | Théâtre des Mathurins                                                                            |
| 9 mars 2014                                        | Paris                     | France      | Théâtre des Mathurins                                                                            |
| 10 mars 2014                                       | Paris                     | France      | Théâtre des Mathurins                                                                            |
| 16 mars 2014                                       | Paris                     | France      | Théâtre des Mathurins                                                                            |
| 17 mars 2014                                       | Paris                     | France      | Théâtre des Mathurins                                                                            |
| 23 mars 2014                                       | Paris                     | France      | Théâtre des Mathurins                                                                            |
| 24 mars 2014                                       | Paris                     | France      | Théâtre des Mathurins                                                                            |
| 30 mars 2014                                       | Paris                     | France      | Théâtre des Mathurins                                                                            |
| 31 mars 2014                                       | Paris                     | France      | Théâtre des Mathurins                                                                            |
| 11 avril 2014                                      | Paris                     | France      | La cigale                                                                                        |
| 12 avril 2014                                      | Paris                     | France      | La cigale                                                                                        |
| 13 avril 2014                                      | Paris                     | France      | La cigale                                                                                        |
| Troisième partie de la tournée                     |                           |             |                                                                                                  |
| 24 septembre 2014                                  | Nancy                     | France      | Salle Poirel                                                                                     |
| 25 septembre 2014                                  | Tinqueux                  | France      | Le Kabaret                                                                                       |
| 26 septembre 2014                                  | Luxembourg                | Luxembourg  | Grand Théâtre                                                                                    |
| 27 septembre 2014                                  | Saint-Julien-lès-Metz     | France      | Le Capitole                                                                                      |
| 4 octobre 2014                                     | Saint-Ciers-sur-Gironde   | France      | Salle Polyvalente                                                                                |
| 7 octobre 2014                                     | Troyes                    | France      | Parc Des Expositions                                                                             |
| 8 octobre 2014                                     | Besançon                  | France      | Le Kursall                                                                                       |
| 9 octobre 2014                                     | Belfort                   | France      | Maison du peuple                                                                                 |
| 10 octobre 2014                                    | Mâcon                     | France      | Le Spot                                                                                          |
| 15 octobre 2014                                    | Bruxelles                 | Belgique    | Cirque Royal                                                                                     |
| 17 octobre 2014                                    | Marche-en-Famenne         | Belgique    | Le W                                                                                             |
| 18 octobre 2014                                    | Saint-Quentin             | France      | Le Splendide                                                                                     |
| 24 octobre 2014                                    | Rethel                    | France      | L'Atmosphère                                                                                     |
| 25 octobre 2014                                    | Colmar                    | France      | Salle Europe                                                                                     |
| 31 octobre 2014                                    | Village-Neuf              | France      | Riverhin                                                                                         |
| 6 novembre 2014                                    | Seignosse                 | France      | Le Tube                                                                                          |
| 7 novembre 2014                                    | Perpignan                 | France      | Théâtre                                                                                          |
| 8 novembre 2014                                    | Carcassonne               | France      | Théâtre Jean-Alary                                                                               |
| 11 novembre 2014                                   | Huy                       | Belgique    | Centre culturel                                                                                  |
| 12 novembre 2014                                   | Calais                    | France      | Théâtre                                                                                          |
| 13 novembre 2014                                   | Bapaume                   | France      | Espace Isabelle de Hainaut                                                                       |
| 15 novembre 2014                                   | La Chapelle St Mesmin     | France      | Salle des Congrès                                                                                |
| 17 novembre 2014                                   | Liège                     | Belgique    | Le Forum                                                                                         |
| 18 novembre 2014                                   | Lille                     | France      | Théâtre Sébastopol                                                                               |
| 19 novembre 2014                                   | Lille                     | France      | Théâtre Sébastopol                                                                               |
| 21 novembre 2014                                   | Talence                   | France      | Théâtre                                                                                          |
| 22 novembre 2014                                   | Poitiers                  | France      | Grand Théâtre                                                                                    |
| 24 novembre 2014                                   | Ribeauvillé               | France      | Le Parc                                                                                          |
| 28 novembre 2014                                   | Chateaudun                | France      | Espace André Malraux                                                                             |
| 29 novembre 2014                                   | Enghien-les-Bains         | France      | Casino                                                                                           |
| 2 décembre 2014                                    | Paris                     | France      | Casino de Paris                                                                                  |
| 3 décembre 2014                                    | Paris                     | France      | Casino de Paris                                                                                  |
| 6 décembre 2014                                    | Béthune                   | France      | Théâtre                                                                                          |
| 7 décembre 2014                                    | Saint-Cyr-l'École         | France      | Théâtre Gérard Philippe                                                                          |
| 10 décembre 2014                                   | Spa                       | Belgique    | Casino                                                                                           |
| 11 décembre 2014                                   | Mons                      | Belgique    | Théâtre Royal                                                                                    |
| 16 décembre 2014                                   | Lucé                      | France      | Centre Culturel                                                                                  |
| 18 décembre 2014                                   | Bourg-lès-Valence         | France      | Théâtre Le Rhône                                                                                 |
| 19 décembre 2014                                   | Grenoble                  | France      | Le Summum                                                                                        |
| 20 décembre 2014                                   | Aix-les-Bains             | France      | Centre des Congrès                                                                               |
| 9 janvier 2015                                     | Creutzwald                | France      | Salle Baltus le lorrain                                                                          |
| 10 janvier 2015                                    | Évreux                    | France      | Le Cadran                                                                                        |
| 17 janvier 2015                                    | Les Carroz                | France      | Centre Culturel                                                                                  |
| 21 janvier 2015                                    | Sausheim                  | France      | Salle Ed&n                                                                                       |
| 22 janvier 2015                                    | Pont-à-Mousson            | France      | Espace Saint-Laurent                                                                             |
| 23 janvier 2015                                    | Metz                      | France      | L'Arsenal                                                                                        |
| 24 janvier 2015                                    | Saint-Thibault-des-Vignes | France      | Centre Culturel                                                                                  |
| 25 janvier 2015                                    | Forges-les-Eaux           | France      | Espace Forges                                                                                    |
| 27 janvier 2015                                    | Chatou                    | France      | Centre Artistique                                                                                |
| 30 janvier 2015                                    | Saint-Brieuc              | France      | L'Hermione                                                                                       |
| 31 janvier 2015                                    | Plougastel-Daoulas        | France      | Espace Avel Vor                                                                                  |
| 4 février 2015                                     | Saint-Amand-les-Eaux      | France      | Le Pasino                                                                                        |
| 5 février 2015                                     | Beauvais                  | France      | Elispace                                                                                         |
| 6 février 2015                                     | Crosne                    | France      | Espace René Fallet                                                                               |
| 7 février 2015                                     | Longjumeau                | France      | Théâtre                                                                                          |
| 13 février 2015                                    | Nice                      | France      | Acropolis                                                                                        |
| 14 février 2015                                    | Nice                      | France      | Acropolis                                                                                        |
| 17 février 2015                                    | Tours                     | France      | Palais des Congrès                                                                               |
| 18 février 2015                                    | Saint-Loubès              | France      | La Coupole                                                                                       |
| 21 février 2015                                    | Paris                     | France      | L'Olympia                                                                                        |
| 22 février 2015                                    | Paris                     | France      | L'Olympia                                                                                        |
| 23 février 2015                                    | Paris                     | France      | L'Olympia                                                                                        |
| 26 février 2015                                    | Charleroi                 | Belgique    | Palais des Beaux-Arts                                                                            |
| 27 février 2015                                    | Louvain-la-Neuve          | Belgique    | Salle Aula Magna                                                                                 |
| 28 février 2015                                    | Bastogne                  | Belgique    | Centre Culturel                                                                                  |
| 3 mars 2015                                        | Lyon                      | France      | Bourse du Travail                                                                                |
| 4 mars 2015                                        | Lyon                      | France      | Bourse du Travail                                                                                |
| 5 mars 2015                                        | Saint-Étienne             | France      | Zénith                                                                                           |
| 6 mars 2015                                        | Clermont-Ferrand          | France      | Zénith                                                                                           |
| 7 mars 2015                                        | Limoges                   | France      | Zénith                                                                                           |
| 8 mars 2015                                        | Paris                     | France      | L'Olympia                                                                                        |
| 9 mars 2015                                        | Paris                     | France      | L'Olympia                                                                                        |
| 10 mars 2015                                       | Orléans                   | France      | Zénith                                                                                           |
| 11 mars 2015                                       | Dijon                     | France      | Zénith                                                                                           |
| 13 mars 2015                                       | Marseille                 | France      | Le Silo                                                                                          |
| 14 mars 2015                                       | Gap                       | France      | Le Quattro                                                                                       |
| 17 mars 2015                                       | Caen                      | France      | Zénith                                                                                           |
| 18 mars 2015                                       | Rouen                     | France      | Zénith                                                                                           |
| 19 mars 2015                                       | Alençon                   | France      | Anova                                                                                            |
| 20 mars 2015                                       | Châlons-en-Champagne      | France      | Le Capitole                                                                                      |
| 21 mars 2015                                       | Dammarie-les-Lys          | France      | Espace Pierre Bachelet                                                                           |
| 24 mars 2015                                       | Toulouse                  | France      | Zénith                                                                                           |
| 25 mars 2015                                       | Angoulême                 | France      | Parc des Expositions                                                                             |
| 26 mars 2015                                       | Niort                     | France      | L'Acclameur                                                                                      |
| 27 mars 2015                                       | Pau                       | France      | Zénith                                                                                           |
| 28 mars 2015                                       | Montpellier               | France      | Zénith                                                                                           |
| 1er avril 2015                                     | Ploemeur                  | France      | Océanis                                                                                          |
| 2 avril 2015                                       | Angers                    | France      | Amphitéa                                                                                         |
| 3 avril 2015                                       | Rennes                    | France      | Le Liberté                                                                                       |
| 4 avril 2015                                       | Nantes                    | France      | Zénith                                                                                           |
| 5 avril 2015                                       | Nantes                    | France      | Zénith                                                                                           |
| 8 avril 2015                                       | Braine-le-Comte           | Belgique    | Centre Culturel                                                                                  |
| 9 avril 2015                                       | Mouscron                  | Belgique    | Centre Marius Staquet                                                                            |
| 10 avril 2015                                      | Tournai                   | Belgique    | Maison de la Culture                                                                             |
| 11 avril 2015                                      | Namur                     | Belgique    | Le Tambour                                                                                       |
| 14 avril 2015                                      | Évry                      | France      | Les Arènes                                                                                       |
| 16 avril 2015                                      | Aix-en-Provence           | France      | Le Pasino                                                                                        |
| 17 avril 2015                                      | Aix-en-Provence           | France      | Le Pasino                                                                                        |
| 18 avril 2015                                      | Sanary-sur-Mer            | France      | Théâtre Galli                                                                                    |
| 19 avril 2015                                      | Carpentras                | France      | Espace Auzon                                                                                     |
| 22 avril 2015                                      | Genève                    | Suisse      | Théâtre du Léman                                                                                 |
| 23 avril 2015                                      | Lausanne                  | Suisse      | Palais de Beaulieu                                                                               |
| Tournée d'été                                      |                           |             |                                                                                                  |
| 24 juin 2015                                       | Sorgues                   | France      | Pôle Culturel                                                                                    |
| 25 juin 2015                                       | Romans-sur-Isère          | France      | Théâtre des Cordeliers                                                                           |
| 15 juillet 2015                                    | Valras Plage              | France      | Palais de la Mer                                                                                 |
| 16 juillet 2015                                    | Gemenos                   | France      | Théâtre de Verdure                                                                               |
| 18 juillet 2015                                    | Saint-Malô-du-Bois        | France      | Festival de Poupet                                                                               |
| 22 juillet 2015                                    | Sète                      | France      | Théâtre de la Mer                                                                                |
| 23 juillet 2015                                    | Grau-du-Roi               | France      | Les Arènes                                                                                       |
| 24 juillet 2015                                    | Vienne                    | France      | Théâtre Antique                                                                                  |
| 3 août 2015                                        | Ramatuelle                | France      | Festival                                                                                         |
| 4 août 2015                                        | Nice                      | France      | Théâtre de Verdure                                                                               |
| Quatrième partie de la tournée                     |                           |             |                                                                                                  |
| 22 septembre 2015                                  | Thionville                | France      | Théâtre Municipal                                                                                |
| 23 septembre 2015                                  | Tinqueux                  | France      | Le Kabaret                                                                                       |
| 25 septembre 2015                                  | Mérignac                  | France      | Le Pins Galant                                                                                   |
| 26 septembre 2015                                  | Mérignac                  | France      | Le Pins Galant                                                                                   |
| 29 septembre 2015                                  | Morges                    | Suisse      | Théâtre de Beausobre                                                                             |
| 30 septembre 2015                                  | Morges                    | Suisse      | Théâtre de Beausobre                                                                             |
| 1er octobre 2015                                   | Montceau-les-Mines        | France      | L’Embarcadère                                                                                    |
| 2 octobre 2015                                     | Nevers                    | France      | L’Embarcadère                                                                                    |
| 3 octobre 2015                                     | Dole                      | France      | La commanderie                                                                                   |
| 8 octobre 2015                                     | Belley                    | France      | L’intégral                                                                                       |
| 9 octobre 2015                                     | Voiron                    | France      | Le Grand Angle                                                                                   |
| 10 octobre 2015                                    | Annecy                    | France      | L’Arcadium                                                                                       |
| 13 octobre 2015                                    | Montbéliard               | France      | L'Axone                                                                                          |
| 14 octobre 2015                                    | Mâcon                     | France      | Le Spot                                                                                          |
| 17 octobre 2015                                    | Les Mureaux               | France      | Salle Cosec                                                                                      |
| 24 octobre 2015                                    | Genève                    | Suisse      | Théâtre du Léman                                                                                 |
| 28 octobre 2015                                    | Perpignan                 | France      | Parc des Expositions                                                                             |
| 29 octobre 2015                                    | Agen                      | France      | Centre des Congrès                                                                               |
| 31 octobre 2015                                    | Aulnay-sous-Bois          | France      | Théâtre                                                                                          |
| 5 novembre 2015                                    | Rueil-Malmaison           | France      | Théâtre André Malraux                                                                            |
| 6 novembre 2015                                    | Plaisir                   | France      | Théâtre Coluche                                                                                  |
| 7 novembre 2015                                    | Dammarie-les-Lys          | France      | Espace Pierre Bachelet                                                                           |
| 8 novembre 2015                                    | Villeparisis              | France      | Centre Culturel Jacques Prévert                                                                  |
| 10 novembre 2015                                   | Lyon                      | France      | Bourse du Travail                                                                                |
| 11 novembre 2015                                   | Lyon                      | France      | Bourse du Travail                                                                                |
| 12 novembre 2015                                   | Montélimar                | France      | Palais des Congrès Charles Aznavour                                                              |
| 13 novembre 2015                                   | Le Chesnay                | France      | La Grande Scène                                                                                  |
| 14 novembre 2015                                   | Le Chesnay                | France      | La Grande Scène                                                                                  |
| 17 novembre 2015                                   | Bar-sur-Aube              | France      | Espace Culturel                                                                                  |
| 19 novembre 2015                                   | Mouilleron-le-Captif      | France      | Vendéspace                                                                                       |
| 20 novembre 2015                                   | Rennes                    | France      | Le Liberté                                                                                       |
| 21 novembre 2015                                   | Laval                     | France      | Espace Mayenne                                                                                   |
| 27 novembre 2015                                   | Saint-Julien-lès-Metz     | France      | Le Capitole                                                                                      |
| 28 novembre 2015                                   | Courbevoie                | France      | Centre Culturel                                                                                  |
| 1er décembre 2015                                  | Évry                      | France      | Les Arènes                                                                                       |
| 2 décembre 2015                                    | Dunkerque                 | France      | Le Kursaal                                                                                       |
| 3 décembre 2015                                    | Compiègne                 | France      | Le Tigre                                                                                         |
| 4 décembre 2015                                    | Liège                     | Belgique    | Le Forum                                                                                         |
| 4 décembre 2015                                    | Bruxelles                 | Belgique    | Cirque Royal                                                                                     |
| 8 décembre 2015                                    | Poissy                    | France      | Théâtre                                                                                          |
| 9 décembre 2015                                    | Boulogne-sur-Mer          | France      | L’Embarcadère                                                                                    |
| 10 décembre 2015                                   | Anzin                     | France      | Théâtre                                                                                          |
| 11 décembre 2015                                   | Lille                     | France      | Théâtre Sébastopol                                                                               |
| 12 décembre 2015                                   | Lille                     | France      | Théâtre Sébastopol                                                                               |
| 15 décembre 2015                                   | Paris                     | France      | Folies Bergère                                                                                   |
| 16 décembre 2015                                   | Paris                     | France      | Folies Bergère                                                                                   |
| 17 décembre 2015                                   | Paris                     | France      | Folies Bergère                                                                                   |
| 18 décembre 2015                                   | Paris                     | France      | Folies Bergère                                                                                   |
| 19 décembre 2015                                   | Paris                     | France      | Folies Bergère                                                                                   |
| 20 décembre 2015                                   | Paris                     | France      | Folies Bergère                                                                                   |
| 22 décembre 2015                                   | Paris                     | France      | Folies Bergère                                                                                   |
| 23 décembre 2015                                   | Paris                     | France      | Folies Bergère                                                                                   |
| 26 décembre 2015                                   | Paris                     | France      | Folies Bergère                                                                                   |
| 27 décembre 2015                                   | Paris                     | France      | Folies Bergère                                                                                   |
| 28 décembre 2015                                   | Paris                     | France      | Folies Bergère                                                                                   |
| 29 décembre 2015                                   | Paris                     | France      | Folies Bergère                                                                                   |
| 30 décembre 2015                                   | Paris                     | France      | Folies Bergère                                                                                   |
| 31 décembre 2015                                   | Paris                     | France      | Folies Bergère                                                                                   |
| 1er janvier 2016                                   | Paris                     | France      | Folies Bergère                                                                                   |
| 2 janvier 2016                                     | Paris                     | France      | Folies Bergère                                                                                   |
| Tournée en Angleterre et aux États Unis            |                           |             |                                                                                                  |
| 28 janvier 2016                                    | Londres                   | Royaume-Uni | Shepherd's Bush Empire                                                                           |
| 2 février 2016                                     | San Francisco             | États-Unis  | Cowell Theater                                                                                   |
| 4 février 2016                                     | Los Angeles               | États-Unis  | Theater                                                                                          |
| 8 février 2016                                     | Miami                     | États-Unis  | The Fillmore Miami Beach                                                                         |
| 10 février 2016                                    | New York                  | États-Unis  | Gramercy Theatre                                                                                 |
| Cinquième partie de la tournée                     |                           |             |                                                                                                  |
| 26 février 2016                                    | Strasbourg                | France      | Zénith Europe                                                                                    |
| 27 février 2016                                    | Amnéville                 | France      | Le Galaxie                                                                                       |
| 1er mars 2016                                      | Bruxelles                 | Belgique    | Forest National                                                                                  |
| 2 mars 2016                                        | Petite-Forêt              | France      | Les Arènes                                                                                       |
| 3 mars 2016                                        | Rouen                     | France      | Zénith                                                                                           |
| 4 mars 2016                                        | Le Mans                   | France      | Antarès                                                                                          |
| 5 mars 2016                                        | Caen                      | France      | Zénith                                                                                           |
| 8 mars 2016                                        | Angers                    | France      | Aréna                                                                                            |
| 9 mars 2016                                        | Nantes                    | France      | Zénith                                                                                           |
| 10 mars 2016                                       | Nantes                    | France      | Zénith                                                                                           |
| 11 mars 2016                                       | Rennes                    | France      | Le Liberté                                                                                       |
| 12 mars 2016                                       | Brest                     | France      | Aréna                                                                                            |
| 15 mars 2016                                       | Chambéry                  | France      | Le Phare                                                                                         |
| 16 mars 2016                                       | Grenoble                  | France      | Le Summum                                                                                        |
| 17 mars 2016                                       | Bourg-en-Bresse           | France      | Ekinox                                                                                           |
| 18 mars 2016                                       | Clermont-Ferrand          | France      | Zénith                                                                                           |
| 19 mars 2016                                       | Saint-Étienne             | France      | Zénith                                                                                           |
| 22 mars 2016                                       | Lyon                      | France      | L'Amphi 3000                                                                                     |
| 23 mars 2016                                       | Lyon                      | France      | L'Amphi 3000                                                                                     |
| 24 mars 2016                                       | Aix-en-Provence           | France      | Le Pasino                                                                                        |
| 25 mars 2016                                       | Toulon                    | France      | Zénith Oméga                                                                                     |
| 26 mars 2016                                       | Montpellier               | France      | Zénith                                                                                           |
| 29 mars 2016                                       | Toulouse                  | France      | Zénith                                                                                           |
| 30 mars 2016                                       | Boulazac                  | France      | Aréna Le Palio Périgord                                                                          |
| 31 mars 2016                                       | Niort                     | France      | L'acclameur                                                                                      |
| 1er avril 2016                                     | Angoulême                 | France      | Parc des Expositions                                                                             |
| 2 avril 2016                                       | Pau                       | France      | Zénith                                                                                           |
| 6 avril 2016                                       | Paris                     | France      | Dôme de Paris - Palais des Sports                                                                |
| 7 avril 2016                                       | Paris                     | France      | Dôme de Paris - Palais des Sports                                                                |
| 8 avril 2016                                       | Paris                     | France      | Dôme de Paris - Palais des Sports                                                                |
| 9 avril 2016                                       | Paris                     | France      | Dôme de Paris - Palais des Sports                                                                |
| 10 avril 2016                                      | Paris                     | France      | Dôme de Paris - Palais des Sports                                                                |

## Distribution et technique

### Distribution et personnages
- Jeff Panacloc : Jeff Panacloc ventriloque
- Jean-Marc : Singe en peluche à l'humour acide et corrosif, qui cache en réalité une sensibilité émouvante, et fait de lui un personnage attachant.

### Technique
- Auteur : Jeff Panacloc
- Metteur en scène : Jarry
- Mise en lumière : Erwan Champigné
- Réalisation vidéo : Gérard Pullicino
- Producteur : Philippe Delmas et Mikaël Chetrit[19]

## Autour du spectacle

### Enregistrement du spectacle
- L'enregistrement du spectacle a été effectué le 4 avril 2015 au  Zénith de Nantes[20]

### Diffusion télévisée
- Le spectacle est diffusé en première partie de soirée sur TF1 le 9 juillet 2016[21] et rassemble 4,8 millions de téléspectateurs (soit 27 % de PDA)[22]

### Sortie dans le commerce
- Jeff Panacloc perd le contrôle ! est sorti le 27 novembre 2015[23] en DVD; Blu-ray et VOD.(Il s'est écoulé à plus de 200.000 exemplaires[24])